# ブレイク・セイボル
ブレイク・ジョゼフ・セイボル（Blake Joseph Sabol, 1998年1月7日 - ）は、アメリカ合衆国カリフォルニア州オレンジ郡アリソ・ビエホ出身のプロ野球選手（捕手、外野手）。右投左打。MLBのシカゴ・ホワイトソックス傘下所属。

## 経歴

### プロ入り前
2016年のMLBドラフト33巡目（全体992位）でクリーブランド・インディアンスから指名されたが、この時は契約せずに南カリフォルニア大学へ進学した。

### プロ入りとパイレーツ傘下時代
2019年のMLBドラフト7巡目（全体214位）でピッツバーグ・パイレーツから指名され、プロ入り。契約後、傘下のA-級ウェストバージニア・ブラックベアーズ
でプロデビュー。57試合に出場して打率.245、2本塁打、22打点、5盗塁を記録した。
2020年はCOVID-19の影響でマイナーリーグの試合が開催されなかったため、公式戦の出場は無かった。
2021年はA級ブレイデントン・マローダーズとA+級グリーンズボロ・グラスホッパーズでプレーし、2球団合計で66試合に出場して打率.310、3本塁打、45打点、6盗塁を記録した。
2022年はAA級アルトゥーナ・カーブとAAA級インディアナポリス・インディアンスでプレーし、2球団合計で123試合に出場して打率.275、19本塁打、75打点、10盗塁を記録した。オフにはアリゾナ・フォールリーグに参加し、サプライズ・サグアロスに所属した。

### ジャイアンツ時代
2022年12月7日にルール・ファイブ・ドラフトでシンシナティ・レッズから指名され、直後に金銭または後日発表選手とのトレードによってサンフランシスコ・ジャイアンツへ移籍した。
2023年の開幕はメジャーで迎えた。3月30日のニューヨーク・ヤンキースとのシーズン開幕戦にて「8番・左翼手」で先発出場してメジャーデビューを果たした。そのまま最後までメジャーに帯同して110試合に出場して打率.235、13本塁打、44打点、4盗塁を記録した。
2024年は故障の影響などもあり、11試合と前年より出場試合数を落としたものの、打率.313を記録した。一方で0本塁打、1打点と本塁打と打点は大幅に成績を落とした。
2025年1月11日にジャスティン・バーランダーを獲得したことに伴って、DFAとなった。

### レッドソックス時代
2025年1月15日に国際ボーナス・プール（海外選手契約金枠）とのトレードで、ボストン・レッドソックスへ移籍した。
この年の開幕はAAA級ウースター・レッドソックスで迎えた。4月8日、同日に負傷者リスト入りしたコナー・ウォンや同じくDFAとなったロバート・ストックと入れ替わってメジャー昇格を果たすも、打率.125（16打数2安打）と結果を残せないまま6月1日にジャスティン・スレイテンの復帰に伴ってDFAとなり、4日後にAAA級ウースターに降格した。

### ホワイトソックス傘下時代
2025年7月13日に金銭トレードでシカゴ・ホワイトソックスに移籍し、そのままAAA級シャーロット・ナイツに配属された。

## 人物
サモア系アメリカ人であり、元NFL選手でプロフットボール殿堂入りのトロイ・ポラマルは親戚に当たる。

## 詳細情報

### 年度別打撃成績
| 年 度    | 球 団    | 試 合 | 打 席 | 打 数 | 得 点 | 安 打 | 二 塁 打 | 三 塁 打 | 本 塁 打 | 塁 打 | 打 点 | 盗 塁 | 盗 塁 死 | 犠 打 | 犠 飛 | 四 球 | 敬 遠 | 死 球 | 三 振 | 併 殺 打 | 打 率 | 出 塁 率 | 長 打 率 | O P S |
| -------- | -------- | ----- | ----- | ----- | ----- | ----- | -------- | -------- | -------- | ----- | ----- | ----- | -------- | ----- | ----- | ----- | ----- | ----- | ----- | -------- | ----- | -------- | -------- | ----- |
| 2023     | SF       | 110   | 344   | 310   | 36    | 73    | 10       | 0        | 13       | 122   | 44    | 4     | 2        | 2     | 2     | 24    | 0     | 6     | 117   | 4        | .235  | .301     | .394     | .695  |
| 2024     | SF       | 11    | 38    | 32    | 3     | 10    | 2        | 0        | 0        | 12    | 1     | 0     | 0        | 0     | 0     | 5     | 1     | 1     | 9     | 0        | .313  | .421     | .375     | .796  |
| 2025     | BOS      | 8     | 20    | 16    | 2     | 2     | 1        | 0        | 0        | 3     | 1     | 0     | 0        | 0     | 1     | 1     | 0     | 0     | 7     | 1        | .125  | .167     | .188     | .355  |
| MLB：2年 | MLB：2年 | 121   | 382   | 342   | 39    | 83    | 12       | 0        | 13       | 134   | 45    | 4     | 2        | 2     | 2     | 29    | 1     | 7     | 126   | 4        | .243  | .313     | .392     | .705  |

- 2024年度シーズン終了時

### 年度別守備成績
| 年 度 | 球 団 | 捕手（C） | 捕手（C） | 捕手（C） | 捕手（C） | 捕手（C） | 捕手（C） | 捕手（C） | 捕手（C） | 捕手（C） | 捕手（C） | 捕手（C） | 左翼（LF） | 左翼（LF） | 左翼（LF） | 左翼（LF） | 左翼（LF） | 左翼（LF） |
| 年 度 | 球 団 | 試 合     | 刺 殺     | 補 殺     | 失 策     | 併 殺     | 守 備 率  | 捕 逸     | 企 図 数  | 許 盗 塁  | 盗 塁 刺  | 阻 止 率  | 試 合      | 刺 殺      | 補 殺      | 失 策      | 併 殺      | 守 備 率   |
| ----- | ----- | --------- | --------- | --------- | --------- | --------- | --------- | --------- | --------- | --------- | --------- | --------- | ---------- | ---------- | ---------- | ---------- | ---------- | ---------- |
| 2023  | SF    | 55        | 371       | 19        | 5         | 1         | .987      | 6         | 44        | 37        | 7         | .159      | 43         | 44         | 1          | 1          | 0          | .978       |
| MLB   | MLB   | 55        | 371       | 19        | 5         | 1         | .987      | 6         | 44        | 37        | 7         | .159      | 43         | 44         | 1          | 1          | 0          | .978       |

- 2023年度シーズン終了時

### 背番号
- 2（2023年 - 2024年）
- 18（2025年4月8日 - 同月26日）